# 1 Dywizja Gwardii (Cesarstwo Niemieckie)
1 Dywizja Gwardii – niemiecki związek taktyczny Armii Cesarstwa Niemieckiego. Oddziały 1 Dywizji Gwardii stacjonowały w Berlinie.
Dywizja została powołana do życia 5 września 1818 roku, jako jedna z brygad tzw. Armie Korps. Wraz ze zwiększeniem stanu osobowego i uzbrojeniu oddziału w artylerię, brygadę podniesiono do rangi dywizji. Dywizję rozwiązano w roku 1919 w wyniku ograniczeń nałożonych przez Traktat wersalski.

## Skład dywizji
Dywizja była częścią korpusu armii niemieckiej. Oddziały 1 Dywizji Gwardii walczyły na wielu frontach I wojny światowej, a najwybitniejszym dowódcą 1 dywizji był generał Oskar von Hutier.
Skład dywizji na rok 1914:
- 1 Brygada Piechoty Gwardii Cesarskiej
- 2 Brygada Piechoty Gwardii Cesarskiej
- Regiment Gwardii Kawalerii
- 1 Brygada Artylerii Polowej Gwardii Cesarskiej
- 1 kompania pionierów Gwardii Cesarskiej
- 1 kompania medyczna Gwardii Cesarskiej
- 1 kompania inżynieryjna Gwardii Cesarskiej